# Alpinum
Alpinum (Jardí alpí) és un jardí botànic alpí especialitzat en la col·lecció i el conreu d'espècies o varietats vegetals que creixen de manera natural a altituds grans en tot el món com per exemple al (Caucas, Pirineus, Muntanyes Rocoses, Alps i l'Himàlaia).
Aquestes plantes creixen en condicions naturals difícils: vents violents, temperatures extremes, cicle vegetal molt curt, forta insolació, alta radiació ultraviolada gran humitat i innivació forta.
Pot ser una secció dins un jardí botànic més gran.
Hi ha una dotzena d'alpinums situats en el cor dels Alps francesos.
Generalment aquest tipus de jardí no estan oberts més que una petita part de l'any motivat per la gran durada de l'estació de les neus.

## Una col·lecció de plantes i de roques
Molt sovint la col·lecció inclou el rocam on s'estableixen les plantes de forma espontània en la natura.

## Objectius en els jardins alpins (alpinum)s
- Finalitats recreatives per l'acolliment turístic.
- Finalitat d'estudi i de conservació de la flora alpina i d'espècies rares.
- Finalitat pedagògica i educativa a través d'una sensibilització del gran públic cap a la biodiversitat de flora d'altitud
- Finalitat científica

## Organització de les col·leccions
La presentació de col·leccions de plantes alpines es fa generalment sota la forma de rocalla artificial responent a les necessitats de presentació i d'integració a paisatges sovint espectaculars.